# Гонтянські Немці
Гонтьянське Нємце (словац. Hontianske Nemce) — село в окрузі Крупіна Банськобистрицького Словаччини. Площа села 30,84 км². Станом на 31 грудня 2024 року в селі проживав 1374 житель.

## Історія
Перші згадки про село датуються 1245 роком.

## Населення
| Рік:            | 1994. | 2004.   | 2014.   | 2024.   |
| --------------- | ----- | ------- | ------- | ------- |
| Кількість осіб: | 1536  | 1498    | 1514    | 1374    |
| Різниця:        |       | -2,47 % | +1,06 % | -9,24 % |

| Рік:            | 2023. | 2024.   |
| --------------- | ----- | ------- |
| Кількість осіб: | 1378  | 1374    |
| Різниця:        |       | -0,29 % |